# Destination X 2017
Destination X è stato la tredicesima edizione dello spettacolo, la prima da quando TNA è diventata Global Force Wrestling e la quinta ad essere trasmessa in formato gratuito e non in pay-per-view. L'evento si è svolto il 17 agosto 2017 nella IMPACT! Zone di Orlando in Florida ed è stato trasmesso dall'emittente televisiva Pop TV.

## Debutto
Questa edizione vide la rivelazione del nuovo ring name di John Morrison in GFW (Johnny Impact) il quale però non combatte nei match di questo avvenimento.

## Risultati
| # | Risultati                                                                                   | Stipulazioni                                                                | Durata |
| - | ------------------------------------------------------------------------------------------- | --------------------------------------------------------------------------- | ------ |
| 1 | Sienna (c) (con KM) sconfigge Gail Kim                                                      | Single match per il titolo GFW Knockout's Championship.                     | 07:02  |
| 2 | Dezmond Xavier sconfigge Taiji Ishimori                                                     | Finale del torneo GFW Super X Cup 2017                                      | 08:56  |
| 3 | Sonjay Dutt sconfigge Trevor Lee (c)                                                        | Ladder match per il titolo GFW X Division Championship                      | 16:03  |
| 4 | Ohio Versus Everything (Dave Crist & Jake Crist) hanno sconfitto Jason Cade e Zachary Wentz | Tag team match                                                              | 02:18  |
| 5 | Matt Sydal sconfigge Lashley                                                                | Single match dove il vincitore può scegliere chi e per quale titolo sfidare | 14:52  |
|   | (c) è riferito al campione in carica al momento dell'inizio del match.                      |                                                                             |        |